# Svetlana Velmar-Janković
Svetlana Velmar-Janković (1. února 1933, Bělehrad – 9. dubna 2014, Bělehrad) byla srbská spisovatelka a novinářka.

## Životopis
Byla dcerou srbského spisovatele Vladimira Velmar-Jankoviće a už v průběhu studia filologie začala pracovat jako novinářka. V roce 1959 získala v bělehradském nakladatelství Prosveta práci redaktora současné jugoslávských prózy a sbírek esejí. Od roku 1989 působila jako spisovatelka na volné noze. Od roku 2003 byla členkou Komisije za istinu i pomirenje. Za svou práci získala, mimo jiné, cenu NIN a literární cenu Politikin zabavnik. Její práce byly publikovány v nakladatelství Stubovi kulture v Bělehradě a také vydány v zahraničí v angličtině, francouzštině, španělštině, italštině, bulharštině, korejštině a maďarštině. Založila knihovnu Baština.

## Dílo
- Ožiljak (1956)
- Savremenici (1968)
- Dorcol (1981)
- Lagum (1990)
- Ukletnici (1993)
- Vracar (1994)
- Knez Mihailo (1994)
- Bezdno (1995)
- Glasovi (1997)
- Knjiga za Marka (1998)
- Svetilnik (1998)
- Nigdina (2000)
- Žezlo (2001)
- Prozraci (2003)
- Ocarane naocari (2006)
- Kapija Balkana: brzi vodič kroz prošlost Beograda, (2011)